# Liste des convois de la Seconde Guerre mondiale par régions
Cet article recense les codes des convois sur base régionale mis en place par les Alliés durant la Seconde Guerre mondiale. Il y avait plus de 300 routes que les convois empruntaient, tout autour du monde, chacune étant désignée par un code de deux ou trois lettres. L'article Liste des codes des convois de la Seconde Guerre mondiale donne des informations complémentaires par ordre alphabétique.

## Convois côtiers atlantiques européens
| Préfixe de code | Routes des convois côtiers                              | Première navigation             | Dernier voyage                  | Nombre de convois | Notes |
| --------------- | ------------------------------------------------------- | ------------------------------- | ------------------------------- | ----------------- | --- |
| BB              | De Belfast ou River Clyde au Canal de Bristol           | 1940 de Belfast - 1945 de Clyde | 1943 de Belfast - 1945 de Clyde | 432               | |
| BC              | Du Canal de Bristol au Golfe de Gascogne                |                                 |                                 | 110               | Les convois aller et retour ont utilisé le même code                                                      |
| BD              | De la Mer Blanche à l’Île Dikson                        | Septembre 1943                  |                                 |                   | |
| BK              | De la Mer Blanche à la baie de Kola                     | Eté 1941                        |                                 |                   | |
| BTC             | Du Canal de Bristol à la Tamise                         | 1944                            | 1945                            | 165               | |
| CE              | Helens Roads to Southend-on-Sea                         |                                 |                                 | 262               | |
| CW              | De Southend-on-Sea à St. Helens Roads                   |                                 |                                 | 272               | |
| DB              | De l’Île Dikson à la Mer Blanche                        | 1942                            |                                 |                   | |
| DF              | Du Clyde aux Îles Féroé                                 |                                 |                                 |                   | Ferry militaire                                                                                           |
| DS              | Du Clyde à Reykjavik                                    |                                 |                                 | 71                | Ferry militaire                                                                                           |
| EC              | De Southend-on-Sea à Oban via Firth of Forth            | 1941                            | 1941                            |                   | Substitution temporaire des convois EN                                                                    |
| FR              | De Methil à Oban via Loch Ewe                           |                                 |                                 |                   | Provisoirement remplacé par des convois CE en 1941                                                        |
| FD              | Des Îles Féroé au Clyde                                 |                                 |                                 |                   | Ferry militaire                                                                                           |
| FN              | De la Tamise à Firth of Forth                           |                                 |                                 | 1 660             | |
| FP              | Des îles Britanniques vers la Norvège                   | Avril 1940                      | Mai 1940                        |                   | Convois de troupes                                                                                        |
| FS              | De Firth of Forth à la Tamise                           | 1939                            | 1945                            |                   | |
| GREYBACK        | De Dieppe à Newhaven (Sussex de l'Est)                  |                                 |                                 |                   | service de ferry                                                                                          |
| GS              | De Grimsby à Southend-on-Sea                            | 1940                            | 1940                            |                   | |
| HM              | De Holyhead à Milford Haven                             |                                 |                                 |                   | |
| HN              | De Bergen à Methil                                      | 1939                            | 1940                            | 28                | |
| HXA             | Des Atterrages occidentaux à la Manche                  | 1939                            | 1945                            |                   | Section de la Manche du même numéro convois HX - pas de navigation de 1940 à 1944                         |
| KB              | De la Baie de Kola à la Mer Blanche                     |                                 |                                 |                   | |
| KP              | De la Baie de Kola à Raïon de Petchenga                 |                                 |                                 |                   | |
| MH              | De Milford Haven à Holyhead                             |                                 |                                 |                   | |
| MT              | De Methil à Tyne                                        |                                 |                                 |                   | |
| NP              | Les îles britanniques vers la Norvège                   | Avril 1940                      | Mai 1940                        |                   | Convois de troupes                                                                                        |
| OA              | De la Tamise (ou Methil après juillet 1940) à Liverpool | 7 septembre 1939                | 24 octobre 1940                 | 226               | Combiné avec le convoi OB dans les approches sud-ouest                                                    |
| OB              | De Liverpool vers l'océan Atlantique                    | 7 septembre 1939                | 21 juillet 1941                 | 346               | Combiné avec le convoi OA dans les approches sud-ouest - les convois ON et OS ont remplacé les convois OB |
| ON              | De Methil à Bergen                                      | 1939                            | 1940                            |                   | |
| PW              | De Portsmouth au Pays de Galles                         |                                 |                                 |                   | |
| SD              | De l’Islande à Clyde                                    |                                 |                                 | 70                | Service de ferry militaire                                                                                |
| SG              | De Southend-on-Sea à Grimsby                            | 1940                            | 1940                            |                   | |
| SILVERTIP       | De Newhaven (Sussex de l'Est) à Dieppe                  |                                 |                                 |                   | service de ferry                                                                                          |
| TBC             | De la Tamise au Canal de Bristol                        | 1944                            | 1945                            | 162               | |
| TM              | Les îles britanniques vers la Norvège                   | Avril 1940                      | Mai 1940                        |                   | Convois de troupes                                                                                        |
| TP              | Norvège vers les îles britanniques                      | Mai 1940                        | Mai 1940                        |                   | Convois de troupes                                                                                        |
| UR              | Du Loch Ewe (plus tard de Belfast) à Reykjavik          |                                 |                                 | 169               | |
| WN              | Du Clyde, d'Oban et du Loch Ewe à Firth of Forth        |                                 |                                 | 722               | |
| WP              | Du Pays de Galles à Portsmouth                          |                                 |                                 | 547               | |

## Convois de l'Atlantique Nord
| Préfixe de code | Routes de l'Atlantique Nord                                      | Première navigation | Dernier voyage    | Nombre de convois | Notes |
| --------------- | ---------------------------------------------------------------- | ------------------- | ----------------- | ----------------- | --- |
| AT              | Des États-Unis vers les îles britanniques                        | Mars 1942           | 1945              | 295               | Transport de troupes |
| BHX             | Des Bermudes à Liverpool                                         | Mai 1940            | Mars 1941         | 97 (# 41-137)     | Quitté les Bermudes et fusionné avec le convoi HX du même numéro en mer                                                                                                  |
| CK              | De Charleston (Caroline du Sud) vers les îles britanniques       | 1944                | 1944              |                   | Rarement utilisé |
| CT              | Les îles britanniques vers le Canada                             | 1941                | 1941              |                   | Transport de troupes |
| CU              | Des Caraïbes (plus tard New York City) à Liverpool               | 20 mars 1943        | 30 mai 1945       | 73                | Convois de navires-citernes de 14 nœuds avec quelques cargos rapides |
| GUF             | De la Méditerranée à la Baie de Chesapeake                       | 29 novembre 1942    | 16 avril 1945     | 22                | Navires rapides |
| GUS             | De la Méditerranée à la Baie de Chesapeake                       | 21 décembre 1942    | 27 mai 1945       | 92                | Navires lents |
| HG              | De Gibraltar à Liverpool                                         | 26 septembre 1939   | 19 septembre 1942 | 89                | Remplacé par les convois du MKS après l'opération Torch |
| HX              | Du Port d'Halifax (plus tard New York City) à Liverpool          | 16 septembre 1939   | 23 mai 1945       | 377               | Convois de 9 nœuds pour les navires dont la vitesse soutenue est inférieure à 15 nœuds                                                                                   |
| HXF             | Du Port d'Halifax à Liverpool                                    | 29 septembre 1939   | 12 février 1940   | 17                | Sections rapides des convois HX |
| JW              | De l’Islande à la Mer Blanche                                    | 25 décembre 1942    | 12 mai 1945       | 17 (# 51-67)      | Remplace les convois PQ |
| KJ              | De Kingston vers le Royaume-Uni                                  |                     |                   |                   | |
| KMF             | De Firth of Clyde à la Méditerranée                              | 26 octobre 1942     | 23 mai 1945       | 45                | Navires rapides vers la Méditerranée |
| KMS             | De Liverpool vers la Méditerranée                                | 22 octobre 1942     | 27 avril 1945     | 98                | Les 12 premiers ont navigué indépendamment, les autres ont navigué avec des convois OS et se sont détachés à l'ouest de Gibraltar.                                       |
| MKF             | De la Méditerranée à Firth of Clyde ou Liverpool                 | 12 novembre 1942    | 4 juin 1945       | 45                | Navires rapides de la Méditerranée |
| MKS             | De la Méditerranée à Liverpool                                   | 12 novembre 1942    | 25 mai 1945       | 103               | Les navires lents de la Méditerranée - les 11 premiers naviguaient indépendamment - les autres ont fusionné avec des convois SL à l'ouest de Gibraltar                   |
| NA              | Canada vers les îles britanniques                                |                     |                   |                   | Transport de troupes |
| OG              | De Liverpool à Gibraltar                                         | 2 octobre 1939      | 17 octobre 1943   | 95                | Au début, un convoi OA/OB fusionné sur cinq est devenu un convoi OG en mer - plus tard, les convois OG ont quitté Liverpool                                              |
| ON              | De Liverpool au Port d'Halifax                                   | 26 juillet 1941     | 27 mai 1945       | 307               | Convois de remplacement OB pour les destinations nord-américaines - les convois de remplacement comprenaient des navires lents jusqu'à ce que les convois ONS commencent |
| ONS             | De Liverpool au Port d'Halifax                                   | 15 mars 1943        | 21 mai 1945       | 51                | Les navires lents en direction de l'ouest sur l'itinéraire du convoi ON                                                                                                  |
| OS              | De Liverpool à Sierra Leone                                      | 24 juillet 1941     | 27 mai 1945       | 131               | Convois OB remplacés pour les destinations non nord-américaines - y compris les convois KMS détachés à l'ouest de Gibraltar                                              |
| PQ              | De l’Islande à la Mer Blanche                                    | 29 septembre 1941   | 2 septembre 1942  | 18                | Remplacé par les convois JW |
| QP              | De la Mer Blanche à l’Islande                                    | 28 septembre 1941   | 17 novembre 1942  | 15                | Remplacé par des convois RA |
| RA              | De la Mer Blanche à Écosse                                       | 30 décembre 1942    | 23 mai 1945       | 17 (# 51-67)      | Remplacement des convois QP |
| RB              | États-Unis vers les îles britanniques                            | Septembre 1942      | Septembre 1942    | 1                 | Petits navires à vapeur de passagers |
| SC              | De Sydney (ou du Port d'Halifax ou de New York City) à Liverpool | 15 août 1940        | 26 mai 1945       | 177               | Convois de navires se dirigeant vers l'est sont trop lents pour les convois HX de 9 nœuds                                                                                |
| SL              | De Sierra Leone à Liverpool                                      | 14 septembre 1939   | 25 novembre 1944  | 178               | Intégré aux convois MKS à l'ouest de Gibraltar |
| TA              | Les îles britanniques vers les États-Unis                        |                     |                   |                   | Les grands navires de guerre |
| TC              | Canada vers les îles britanniques                                | 1939                | 1941              |                   | Transport de troupes canadiennes |
| TCU             | Caraïbes (plus tard New York City) à Liverpool                   |                     |                   |                   | Convois CU de 14 nœuds composés de navires-citernes et de cargos rapides avec transports de troupes.                                                                     |
| TU              | Les îles britanniques vers les États-Unis                        | 1943                | 1944              |                   | Transport de troupes |
| TUC             | De Liverpool aux Caraïbes (plus tard New York City)              |                     |                   |                   | Convois UC de 14 nœuds de navires-citernes et de cargos rapides avec quelques transports de troupes.                                                                     |
| CU              | De Liverpool aux Caraïbes (plus tard New York City)              | 15 février 1943     | 3 juin 1945       | 71                | Convois de navires-citernes de 14 nœuds avec quelques cargos rapides |
| UGF             | De la Baie de Chesapeake en Méditerranée                         | 24 octobre 1942     | 8 avril 1945      | 22                | Navires rapides - (UGF-1) était la force d'invasion pour l'opération Torch                                                                                               |
| UGS             | De la Baie de Chesapeake en Méditerranée                         | 13 novembre 1942    | 28 mai 1945       | 95                | Navires lents |
| UT              | États-Unis vers les îles britanniques                            | 1943                | 1944              |                   | Transport de troupes |

## Convois côtiers d'Amérique du Nord et des Caraïbes
| Préfixe de code | Routes côtières de l'Amérique du Nord et des Caraïbes                                                                        | Première navigation | Dernier voyage | Nombre de convois | Notes                          |
| --------------- | --- | ------------------- | -------------- | ----------------- | ------------------------------ |
| AH              | D’Aruba au Port d'Halifax | Juillet 1942        | Septembre 1942 |                   | Brève série de pétroliers      |
| ARG             | De Boston à Argentia (Terre-Neuve)                                                                                           |                     |                |                   | Convois américains             |
| AW              | d’Aruba à Curaçao |                     |                |                   | Trafic local de pétroliers     |
| BS              | De Corner Brook (Terre-Neuve) à Sydney                                                                                       |                     |                |                   | Brève série                    |
| BW              | De Sydney à Saint-Jean de Terre-Neuve                                                                                        | 1942                |                |                   |                                |
| BX              | De Boston au Port d'Halifax                                                                                                  | 21 mars 1942        | 22 mai 1945    |                   |                                |
| CK              | De La Havane à Key West |                     |                |                   |                                |
| CL              | De Saint-Jean de Terre-Neuve à Sydney                                                                                        |                     |                |                   |                                |
| CP              | De Curaçao au Canal de Panama                                                                                                | 1942                | 1942           |                   |                                |
| CW              | Du Canal de Panama à Key West                                                                                                |                     |                |                   |                                |
| CZ              | De Curaçao au Canal de Panama                                                                                                |                     |                |                   |                                |
| FH              | De Saint Jean au Port d'Halifax                                                                                              | fin 1942            |                |                   |                                |
| G               | De la Base navale de la baie de Guantánamo à Porto Rico                                                                      |                     |                |                   |                                |
| GAT             | De la Base navale de la baie de Guantánamo à la Trinité via Aruba                                                            |                     |                |                   |                                |
| GJ              | De la Base navale de la baie de Guantánamo à Kingston                                                                        |                     |                |                   |                                |
| GK              | De la Base navale de la baie de Guantánamo à Key West                                                                        |                     |                |                   |                                |
| GM              | De Galveston au Mississippi                                                                                                  |                     |                |                   |                                |
| GN              | De la Base navale de la baie de Guantánamo à New York                                                                        |                     |                |                   |                                |
| GP              | De la Base navale de la baie de Guantánamo au Canal de Panama                                                                |                     |                |                   |                                |
| GS              | Du Groenland à Sydney, ou Saint-Jean de Terre-Neuve                                                                          |                     |                |                   | Convois escortés par l'USN     |
| GZ              | De la Base navale de la baie de Guantánamo au Canal de Panama                                                                | 1942                |                |                   |                                |
| HA              | Du Port d'Halifax à Curaçao                                                                                                  | 1942                | Septembre 1942 |                   | Convois HT remplacés           |
| HF              | Du Port d'Halifax à Saint-Jean                                                                                               |                     |                |                   |                                |
| HHX             | Du Port d'Halifax pour rencontrer les convois HX en provenance de New York au point de rencontre de l'océan à Halifax (HOMP) |                     |                |                   |                                |
| HJ              | Du Port d'Halifax à Saint-Jean de Terre-Neuve                                                                                |                     |                |                   |                                |
| HK              | De Houston à Key West |                     |                |                   |                                |
| HON             | Du Port d'Halifax à convois ON au point de rencontre océanique de Halifax (HOMP)                                             |                     |                |                   |                                |
| HS              | Du Port d'Halifax à Sydney                                                                                                   |                     |                |                   |                                |
| HT              | Du Port d'Halifax à la Trinité                                                                                               | Mai 1942            | 1942           |                   | Remplacé par des convois HA    |
| JG              | De Kingston à la Base navale de la baie de Guantánamo                                                                        |                     |                |                   |                                |
| JH              | De Saint-Jean de Terre-Neuve au Port d'Halifax                                                                               |                     |                |                   |                                |
| JN              | De Saint-Jean de Terre-Neuve à Labrador                                                                                      |                     |                |                   |                                |
| KG              | De Key West à la Base navale de la baie de Guantánamo                                                                        |                     |                |                   |                                |
| KH              | De Key West à Houston |                     |                |                   |                                |
| KN              | De Key West à New York |                     |                |                   |                                |
| KP              | De Key West au Mississippi                                                                                                   |                     |                |                   |                                |
| KS              | New York City à Key West |                     |                |                   |                                |
| KW              | De Key West à La Havane (Cuba)                                                                                               |                     |                |                   |                                |
| LC              | De Sydney à Saint-Jean de Terre-Neuve                                                                                        |                     |                |                   |                                |
| LN              | Du Fleuve Saint-Laurent à Labrador                                                                                           |                     |                |                   |                                |
| MG              | Du Mississippi à Galveston                                                                                                   |                     |                |                   |                                |
| NG              | De New York City à la Base navale de la baie de Guantánamo                                                                   |                     |                |                   |                                |
| NJ              | De Terre-Neuve jusqu'à Saint-Jean de Terre-Neuve                                                                             |                     |                |                   |                                |
| NK              | New York City à Key West |                     |                |                   |                                |
| NL              | De Labrador à Fleuve Saint-Laurent                                                                                           |                     |                |                   |                                |
| PG              | Du Canal de Panama à la Base navale de la baie de Guantánamo                                                                 | 1942                | 1942           |                   |                                |
| PK              | Du Mississippi à Key West |                     |                |                   |                                |
| QS              | De Québec à Sydney |                     |                |                   |                                |
| SB              | De Sydney à Corner Brook (Terre-Neuve)                                                                                       | 1942                |                |                   |                                |
| SG              | De Sydney (plus tard Saint-Jean de Terre-Neuve) au Groenland                                                                 | 1942                | 1942           |                   | Convois escortés par l'US Navy |
| SH              | De Sydney au Port d'Halifax                                                                                                  |                     |                |                   |                                |
| SHX             | De Sydney à convois HX |                     |                |                   |                                |
| SJ              | De San Juan (Porto Rico) à la Base navale de la baie de Guantánamo                                                           |                     |                |                   |                                |
| SQ              | De Sydney à Québec |                     |                |                   |                                |
| TAG             | De La Trinité à la Base navale de la baie de Guantánamo via Aruba                                                            | 1942                |                |                   |                                |
| TAW             | De La Trinité à Key West via Curaçao                                                                                         | 1942                | 1942           |                   |                                |
| TG              | De La Trinité à la Base navale de la baie de Guantánamo                                                                      |                     |                |                   |                                |
| TH              | De La Trinité au Port d'Halifax                                                                                              | 1942                | 1942           |                   |                                |
| TO              | De La Trinité à Curaçao |                     |                |                   |                                |
| WA              | De Curaçao à Aruba |                     |                |                   |                                |
| WAT             | De Key West à La Trinité via Curaçao                                                                                         |                     |                |                   |                                |
| WS              | De Wabana (Terre-Neuve-et-Labrador) à Sydney.                                                                                |                     |                |                   |                                |
| XB              | Du Port d'Halifax à Boston                                                                                                   | 18 mars 1942        |                |                   |                                |
| ZC              | Du Canal de Panama à Curaçao                                                                                                 |                     |                |                   |                                |
| ZG              | Du Canal de Panama à la Base navale de la baie de Guantánamo                                                                 |                     |                |                   |                                |

## Convois côtiers de la Méditerranée et de l'Afrique du Nord
| Préfixe de code | Routes côtières de la Méditerranée et de l'Afrique du Nord   | Première navigation | Dernier voyage | Nombre de convois | Notes                                                              |
| --------------- | ------------------------------------------------------------ | ------------------- | -------------- | ----------------- | ------------------------------------------------------------------ |
| AC              | D’Alexandrie à Tobrouk                                       | 1941                | 1941           |                   |                                                                    |
| AG              | D’Alexandrie à la Grèce                                      | 1941                | 1941           |                   |                                                                    |
| AH              | D’Augusta, Sicile au talon de l'Italie                       | Septembre 1943      |                |                   |                                                                    |
| AN              | D’Alexandrie au Pirée                                        | 1940                | 1941           |                   |                                                                    |
| AP              | Les îles britanniques vers l'Égypte                          | été 1940            | été 1940       |                   | Transports de troupes                                              |
| ARM             | Méditerranée locale                                          |                     |                |                   | Peu utilisé                                                        |
| AS              | Du Pirée à Alexandrie                                        | 1940                | 1941           |                   |                                                                    |
| AT              | D’Alexandrie à Tobrouk                                       | fin 1941            |                |                   |                                                                    |
| Bleu            | De Port-Saïd à Gibraltar                                     | 1939                | 1939           |                   |                                                                    |
| BS              | De Brest à Casablanca                                        | Septembre 1939      | Juin 1940      |                   | Convois français                                                   |
| CG              | De Casablanca à Gibraltar                                    |                     |                |                   |                                                                    |
| CNF             | Convois pour l'invasion de la Sicile par les Alliés          |                     |                |                   | Désignation spéciale                                               |
| CRD             | De Casablanca à Dakar                                        |                     |                |                   |                                                                    |
| CT              | De Corse à Bizerte via Sardaigne.                            | 1944                | 1944           |                   |                                                                    |
| CV              | De Tobrouk à Malte                                           | 1944                | 1944           |                   | Rarement utilisé                                                   |
| D               | De Dakar à Casablanca                                        |                     |                |                   |                                                                    |
| DR              | De Dakar à Gibraltar                                         | 1944                | 1944           |                   |                                                                    |
| DRC             | De Dakar à Casablanca                                        |                     |                |                   |                                                                    |
| ET              | Afrique du Nord à Gibraltar                                  | Novembre 1942       | début 1943     |                   |                                                                    |
| GC              | De Gibraltar à Casablanca                                    |                     |                |                   |                                                                    |
| GM              | De Gibraltar à Malte                                         |                     |                |                   |                                                                    |
| Vert            | De Gibraltar à Port-Saïd                                     | fin 1939            | fin 1939       |                   |                                                                    |
| GTX             | Gibraltar à Alexandrie via Tripoli                           | 1943                | 1943           |                   |                                                                    |
| GUF             | D’Oran ou Naples à la Baie de Chesapeake                     |                     |                |                   | Navires rapides                                                    |
| GUS             | De Port-Saïd à la Baie de Chesapeake                         |                     |                |                   | Navires lents                                                      |
| HA              | Talon de l'Italie à Augusta, Sicile                          | 1943                |                |                   |                                                                    |
| HP              | Talon de l'Italie au Pirée                                   |                     |                |                   |                                                                    |
| IXF             | De Tarente et Naples à Alexandrie et Port-Saïd               |                     |                |                   |                                                                    |
| K               | De Casablanca à Brest                                        |                     |                |                   | Convois français - parfois préfixés F ou S                         |
| KS              | De Casablanca à Brest                                        |                     |                |                   | Convois français                                                   |
| LE              | De Port-Saïd à Haïfa                                         |                     |                |                   |                                                                    |
| LW              | De Haïfa à Port-Saïd                                         |                     |                |                   |                                                                    |
| ME              | De Malte à Alexandrie et Port-Saïd                           |                     |                |                   |                                                                    |
| MO              | De Marseille vers l’Afrique du Nord                          |                     |                |                   |                                                                    |
| MS              | De Marseille à Naples                                        | 1944                | 1945           |                   |                                                                    |
| MW              | D’Alexandrie à Malte                                         |                     |                |                   |                                                                    |
| NCF             | Convois rapides pour l'invasion alliée de la Sicile          | 1943                | 1943           |                   |                                                                    |
| NCS             | Convois lents pour l'invasion alliée de la Sicile.           | 1943                | 1943           |                   |                                                                    |
| NP              | Turquie à Port-Saïd                                          |                     |                |                   |                                                                    |
| NSF             | Afrique du Nord à Naples                                     |                     |                |                   | Transports de troupes                                              |
| NV              | De Naples à Augusta, Sicile                                  |                     |                |                   |                                                                    |
| OM              | D’Oran à Marseille                                           | 1944                | 1944           |                   |                                                                    |
| PH              | Du Pirée au talon de l'Italie                                |                     |                |                   |                                                                    |
| PN              | De Port-Saïd à la Turquie                                    |                     |                |                   |                                                                    |
| PR              | Du Pirée aux Dardanelles                                     | 1945                | 1945           |                   |                                                                    |
| Rouge           | De Gibraltar à l'Extrême-Orient                              | 1939                | 1940           |                   |                                                                    |
| PR              | Des Dardanelles au Pirée                                     | 1945                | 1945           |                   |                                                                    |
| SBF             | Convois d'assaut pour l'invasion de la Sicile par les Alliés | 1943                | 1943           |                   |                                                                    |
| SBM             | Convois d'assaut pour l'invasion de la Sicile par les Alliés | 1943                | 1943           |                   |                                                                    |
| SM              | De Naples à Marseille                                        |                     |                |                   |                                                                    |
| SNF             | De Naples en Afrique du Nord                                 |                     |                |                   | Transports de troupes rapides                                      |
| SR              | De Freetown à Gibraltar                                      | 1943                | 1944           |                   |                                                                    |
| TA              | De Tobrouk à Alexandrie                                      |                     |                |                   |                                                                    |
| TC              | De Tunisie à Corse                                           | 1943                | 1944           |                   |                                                                    |
| TE              | De Gibraltar vers l'Afrique du Nord                          | 1943                | 1943           |                   |                                                                    |
| TJF             | Convois d'assaut pour l'invasion de la Sicile par les Alliés | 1943                | 1943           |                   |                                                                    |
| TJM             | Convois d'assaut pour l'invasion de la Sicile par les Alliés | 1943                | 1943           |                   |                                                                    |
| TJS             | Convois d'assaut pour l'invasion de la Sicile par les Alliés | 1943                | 1943           |                   |                                                                    |
| TSF             | Convois d'assaut pour le débarquement à Naples               |                     |                |                   |                                                                    |
| TSM             | Convois d'assaut pour le débarquement à Naples               |                     |                |                   |                                                                    |
| TSS             | Convois d'assaut pour le débarquement à Naples               |                     |                |                   |                                                                    |
| TV              | De Tripoli à Malte                                           |                     |                |                   |                                                                    |
| TX              | De Tripoli à Alexandrie                                      |                     |                |                   |                                                                    |
| UGF             | De la Baie de Chesapeake à Gibraltar (plus tard Naples)      | Novembre 1942       | Mai 1945       |                   | Navires rapides (UGF 1 était le convoi d'invasion Opération Torch) |
| UGS             | De la Baie de Chesapeake à Gibraltar (plus tard Port-Saïd)   | Novembre 1942       | Mai 1945       |                   | Navires lents                                                      |
| VC              | De Malte à Tobrouk                                           |                     |                |                   |                                                                    |
| VN              | D’Augusta, Sicile ou Malte à Naples (OR) Naples à Livourne   |                     |                |                   |                                                                    |
| VT              | De Malte à Tripoli                                           |                     |                |                   |                                                                    |
| WX              | Ports du désert de l'ouest vers Alexandrie                   |                     |                |                   |                                                                    |
| XIF             | D’Alexandrie et Port-Saïd à Tarente et Naples                |                     |                |                   |                                                                    |
| XT              | D’Alexandrie à Tripoli                                       |                     |                |                   |                                                                    |
| XTG             | D’Alexandrie à Gibraltar via Tripoli                         | 1943                | 1943           |                   |                                                                    |
| XW              | D’Alexandrie vers les ports du désert occidental             |                     |                |                   |                                                                    |

## Convois de l'Atlantique Sud
| Préfixe de code | Routes de l'Atlantique Sud                                    | Première navigation                  | Dernier voyage | Nombre de convois | Notes                                            |
| --------------- | ------------------------------------------------------------- | ------------------------------------ | -------------- | ----------------- | ------------------------------------------------ |
| AS              | États-Unis au Canal de Suez                                   | 1942                                 | 1942           |                   | via Freetown                                     |
| BF              | De Bahia à Freetown                                           | 1943                                 |                |                   | Escortes US Navy                                 |
| BRN             | De Bahia à Recife vers le nord                                | fin 1942                             |                |                   |                                                  |
| BT              | De Bahia à La Trinité                                         | Novembre 1942                        | Juillet 1943   |                   |                                                  |
| CF              | Du Cap vers les îles britanniques via l'Afrique de l'Ouest    |                                      |                |                   | Peu utilisé                                      |
| CN              | Du Cap vers le nord jusqu'à la dispersion                     |                                      |                |                   |                                                  |
| DBF             | De Dakar à Freetown via Banjul, (Gambie)                      | 1943                                 | 1943           |                   |                                                  |
| DSF             | De Dakar à Freetown                                           |                                      |                |                   |                                                  |
| DSL             | De Dakar à Freetown et Lagos                                  |                                      |                |                   |                                                  |
| DSP             | De Dakar à Freetown et Pointe-Noire                           |                                      |                |                   |                                                  |
| DST             | De Dakar à Freetown et Sekondi-Takoradi                       |                                      |                |                   |                                                  |
| E               | De La Trinité déployer vers le sud                            |                                      |                |                   |                                                  |
| FB              | De Freetown à Bahia                                           |                                      |                |                   |                                                  |
| FFT             | De Freetown à La Trinité                                      | 1942                                 | 1943           |                   |                                                  |
| FJ              | De Florianópolis à Rio de Janeiro                             |                                      |                |                   |                                                  |
| FSD             | De Freetown à Dakar                                           | 1944                                 | 1944           |                   | Petits navires                                   |
| JF              | De Rio de Janeiro à Florianópolis                             |                                      |                |                   |                                                  |
| JR              | De Rio de Janeiro à Recife                                    |                                      |                |                   |                                                  |
| JT              | De Rio de Janeiro à La Trinité                                | 1943                                 | 1945           |                   |                                                  |
| LGE             | De Lagos vers l'est                                           |                                      |                |                   | Trafic local d'Afrique de l'Ouest                |
| LGW             | De Lagos vers l'ouest                                         |                                      |                |                   | Trafic local d'Afrique de l'Ouest                |
| LM              | De Lagos à Matadi                                             |                                      |                |                   |                                                  |
| LS              | De Lagos à Freetown                                           |                                      |                |                   |                                                  |
| LSD             | De Lagos à Dakar via Freetown                                 |                                      |                |                   |                                                  |
| LTS             | De Lagos à Freetown via Sekondi-Takoradi                      |                                      |                |                   |                                                  |
| NC              | De Walvis Bay au Cap                                          |                                      |                |                   |                                                  |
| OSS             | De Freetown vers le sud                                       |                                      |                |                   | Extension vers le sud du convoi OS correspondant |
| OT              | De La Trinité en Afrique du Nord                              |                                      |                |                   |                                                  |
| PGE             | De Pointe-Noire vers le sud                                   |                                      |                |                   | Trafic local                                     |
| PAD             | De Pointe-Noire à Dakar via Freetown                          |                                      |                |                   |                                                  |
| PT              | De Paramaribo à La Trinité                                    |                                      |                |                   |                                                  |
| PTS             | De Pointe-Noire à Freetown via Sekondi-Takoradi               |                                      |                |                   |                                                  |
| RJ              | De Recife à Rio de Janeiro                                    |                                      |                |                   |                                                  |
| RT              | Du Cap à Freetown (OR) Recife à La Trinité                    | 1941 (Africain) 1943 (Sud-américain) | 1941           |                   |                                                  |
| SJ              | De Santos (São Paulo) à Rio de Janeiro.                       |                                      |                |                   |                                                  |
| ST              | De Freetown à Sekondi-Takoradi                                |                                      |                |                   |                                                  |
| STC             | De Freetown au Cap via Sekondi-Takoradi                       |                                      |                |                   |                                                  |
| STL             | De Freetown à Lagos via Sekondi-Takoradi                      |                                      |                |                   |                                                  |
| STP             | De Freetown à Pointe-Noire via Sekondi-Takoradi               |                                      |                |                   |                                                  |
| STW             | De Freetown à Walvis Bay via Sekondi-Takoradi                 |                                      |                |                   |                                                  |
| TB              | De La Trinité à Bahia                                         |                                      |                |                   |                                                  |
| TF              | De La Trinité à Freetown                                      |                                      |                |                   |                                                  |
| TGE             | De Sekondi-Takoradi et Lagos vers l'est jusqu'à la dispersion |                                      |                |                   |                                                  |
| TJ              | De La Trinité à Rio de Janeiro                                |                                      |                |                   |                                                  |
| TLDM            | De Sekondi-Takoradi à Matadi via Lagos et Douala              |                                      |                |                   |                                                  |
| TO              | Afrique du Nord aux Caraïbes                                  |                                      |                |                   |                                                  |
| TP              | De La Trinité à Paramaribo                                    |                                      |                |                   |                                                  |
| TR              | De La Trinité à Recife                                        |                                      |                |                   |                                                  |
| TRINIDAD        | De La Trinité à la dispersion sud-est                         |                                      |                |                   |                                                  |
| TS              | De Sekondi-Takoradi à Freetown                                |                                      |                |                   |                                                  |
| TSD             | De Sekondi-Takoradi à Dakar via Freetown                      |                                      |                |                   |                                                  |
| TV              | De La Trinité vers l'est jusqu'à la dispersion                |                                      |                |                   |                                                  |
| WTS             | De Walvis Bay à Freetown via Sekondi-Takoradi                 |                                      |                |                   |                                                  |

## Convois de l'océan Indien
| Préfixe de code | Les routes de l'océan Indien                                            | Première navigation                            | Dernier voyage                   | Nombre de convois | Notes                                                                                  |
| --------------- | ----------------------------------------------------------------------- | ---------------------------------------------- | -------------------------------- | ----------------- | -------------------------------------------------------------------------------------- |
| AB              | D’Aden à Bombay                                                         | Novembre 1942                                  |                                  |                   |                                                                                        |
| ABF             | D’Aden à Bombay                                                         |                                                |                                  |                   | Convois de troupes rapides                                                             |
| AJ              | D’Aden à Colombo                                                        |                                                |                                  |                   |                                                                                        |
| AK              | D’Aden à Port Kilindini                                                 |                                                |                                  |                   |                                                                                        |
| AKD             | D’Aden à Durban via Port Kilindini                                      | Septembre 1943                                 |                                  |                   |                                                                                        |
| AM              | De Chittagong à Chennai                                                 |                                                |                                  |                   |                                                                                        |
| AP              | D’Aden au Golfe Persique                                                | La fin de l'année 1942                         |                                  |                   |                                                                                        |
| AS              | États-Unis au Canal de Suez                                             | Mars 1942                                      |                                  |                   | via Freetown                                                                           |
| BA              | De Bombay à Aden                                                        | Mai 1941                                       | Novembre 1942                    |                   |                                                                                        |
| BAF             | De Bombay à Aden                                                        |                                                |                                  |                   | Transports de troupes rapides                                                          |
| BC              | De Beira (Mozambique) à Durban (ou) Bombay à Colombo                    | Juillet 1942 à Beira - Septembre 1943 à Mumbai | Septembre 1942 de Beira          |                   |                                                                                        |
| BK              | De Bombay à Karachi                                                     | 1943                                           | 1943                             |                   | Peu utilisé                                                                            |
| BM              | De Bombay à Singapour (ou Colombo après janvier 1942)                   |                                                |                                  |                   |                                                                                        |
| BN              | De Bombay au Canal de Suez                                              | 1940                                           | 1941                             |                   |                                                                                        |
| BP              | De Bombay au Golfe Persique                                             |                                                |                                  |                   |                                                                                        |
| BS              | Du Canal de Suez à Aden                                                 | 1940                                           | 1941                             |                   |                                                                                        |
| C               | De Colombo à la dispersion                                              | 1942                                           | 1942                             |                   |                                                                                        |
| CA              | Du Cap vers le sud jusqu'à la dispersion                                |                                                |                                  |                   |                                                                                        |
| CB              | De Durban à Beira (Mozambique)                                          |                                                |                                  |                   |                                                                                        |
| CD              | Du Cap à Durban                                                         |                                                |                                  |                   |                                                                                        |
| CF              | De Colombo à Fremantle (Australie occidentale)                          |                                                |                                  |                   | Utilisation occasionnelle                                                              |
| CH              | De Chittagong à Calcutta                                                |                                                |                                  |                   |                                                                                        |
| CJ              | De Calcutta à Colombo                                                   |                                                |                                  |                   |                                                                                        |
| CM              | Du Cap à Aden                                                           |                                                |                                  |                   | Convois militaires via Port Kilindini                                                  |
| CX              | De Colombo à Addu (Maldives)                                            |                                                |                                  |                   | {Les convois retours d'Addu aux convois de Colombo ont utilisé la même désignation CX} |
| DC              | De Durban au Cap                                                        |                                                |                                  |                   |                                                                                        |
| DK              | De Durban à Port Kilindini                                              |                                                |                                  |                   |                                                                                        |
| DKA             | De Durban à Aden via Port Kilindini                                     |                                                |                                  |                   |                                                                                        |
| DLM             | De Durban à Maputo                                                      |                                                |                                  |                   |                                                                                        |
| DM              | De Durban à Malaisie britannique                                        | 1941                                           | 1942                             | 3                 |                                                                                        |
| DN              | De Durban vers le nord jusqu'à la dispersion                            |                                                |                                  |                   |                                                                                        |
| HB              | Australie vers l'Inde                                                   | 1945                                           | 1945                             |                   | Transport de troupes                                                                   |
| HC              | De Calcutta à Chittagong                                                |                                                |                                  |                   |                                                                                        |
| JA              | De Colombo à Aden                                                       |                                                |                                  |                   |                                                                                        |
| JC              | De Colombo à Calcutta                                                   |                                                |                                  |                   |                                                                                        |
| JM              | Inde vers Madagascar via Port Kilindini                                 | 1943                                           | 1943                             |                   |                                                                                        |
| JMG             | Convoi d'assaut vers Malaisie britannique                               | Septembre 1945                                 |                                  | 1                 |                                                                                        |
| JS              | De Colombo à Singapour                                                  | Novembre 1941                                  | Février 1942                     |                   |                                                                                        |
| KA              | Du Port Kilindini à Aden                                                |                                                |                                  |                   |                                                                                        |
| KB              | De Karachi à Bombay                                                     |                                                |                                  |                   |                                                                                        |
| KD              | Du Port Kilindini à Durban                                              |                                                |                                  |                   |                                                                                        |
| KM              | Du Port Kilindini à Madagascar                                          |                                                |                                  |                   |                                                                                        |
| KP              | De Karachi au Golfe Persique                                            |                                                |                                  |                   |                                                                                        |
| KR              | Les ports de Calcutta et d'Arakan vers Rangoun                          | 1945                                           | 1945                             |                   |                                                                                        |
| LMD             | De Maputo à Durban                                                      |                                                |                                  |                   |                                                                                        |
| MA              | Du Port Kilindini à Aden                                                |                                                |                                  |                   |                                                                                        |
| MC              | D’Aden au Cap via Port Kilindini et Durban                              |                                                |                                  |                   |                                                                                        |
| MD              | De Madagascar à Durban                                                  |                                                |                                  | 1                 |                                                                                        |
| MK              | De Madagascar à Port Kilindini                                          |                                                |                                  |                   |                                                                                        |
| MN              | De Maurice aux Seychelles                                               |                                                |                                  |                   |                                                                                        |
| MR              | De Chennai à Rangoun                                                    |                                                |                                  |                   |                                                                                        |
| OW              | De l’Australie vers l'Inde                                              |                                                |                                  |                   |                                                                                        |
| PA              | Du Golfe Persique à Aden                                                |                                                |                                  |                   |                                                                                        |
| PB              | Du Golfe Persique à Bombay                                              |                                                |                                  |                   |                                                                                        |
| RK              | De Colombo à Port Kilindini (ou) Rangoun à Calcutta via l'État d'Arakan | 1944 de Colombo, 1945 de Rangoon               | 1944 de Colombo, 1945 de Rangoon |                   |                                                                                        |
| RM              | De Rangoun à Colombo via Chennai                                        |                                                |                                  |                   |                                                                                        |
| SD              | Des Seychelles à Madagascar                                             |                                                |                                  |                   |                                                                                        |
| SJ              | De Singapour à Colombo                                                  | Novembre 1941                                  | Février 1942                     |                   |                                                                                        |
| SM              | De Jakarta à Fremantle (Australie occidentale)                          |                                                |                                  |                   |                                                                                        |
| SR              | De Calcutta à Rangoun                                                   | 1941                                           | 1942                             |                   |                                                                                        |
| SU              | Du Canal de Suez vers l'Australie                                       | 1940                                           | 1941                             |                   |                                                                                        |
| SW              | Du Canal de Suez à Port Kilindini ou Durban                             | 1940                                           | 1941                             |                   |                                                                                        |
| US              | Australie au Canal de Suez                                              |                                                |                                  |                   |                                                                                        |
| WO              | Inde vers l'Australie                                                   |                                                |                                  |                   | Transport de troupes                                                                   |
| WS              | Les îles britanniques au Canal de Suez et Bombay                        |                                                |                                  |                   | Les convois WS ont été acheminés au moins une fois [WS30, 1943] via Freetown et Durban |

## Convois du Pacifique
| Préfixe de code | Routes du Pacifique                                                             | Première navigation             | Dernier voyage                  | Nombre de convois | Notes                                                |
| --------------- | ------------------------------------------------------------------------------- | ------------------------------- | ------------------------------- | ----------------- | ---------------------------------------------------- |
| AN              | Des Îles de l'Amirauté à la Nouvelle-Guinée.                                    |                                 |                                 |                   |                                                      |
| BG              | De la Baie de Milne à la Nouvelle-Guinée (ou) Brisbane à Gladstone (Queensland) |                                 |                                 |                   |                                                      |
| BN              | De la Nouvelle-Bretagne à la Nouvelle-Guinée.                                   |                                 |                                 |                   |                                                      |
| BT              | De Sydney vers les États-Unis (ou) Brisbane vers Townsville, Queensland         | 1943 (de Sydney aux États-Unis) | 1944 (de Sydney aux États-Unis) |                   | Sydney aux États-Unis étaient des convois de troupes |
| BV              | De Brisbane à Townsville, Queensland                                            |                                 |                                 |                   |                                                      |
| CO              | De Newcastle (Australie-Nouvelle-Galles du Sud) à Melbourne et Adélaïde         | 1942                            | 1942                            |                   |                                                      |
| DG              | De l’Île Thursday (Queensland) à la Merauke                                     |                                 |                                 |                   |                                                      |
| DT              | De Darwin à l’Île Thursday (Queensland)                                         |                                 |                                 |                   |                                                      |
| FM              | De la Baie de Milne à Port Moresby                                              |                                 |                                 |                   |                                                      |
| GB              | De la Nouvelle-Guinée à Baie de Milne                                           |                                 |                                 |                   |                                                      |
| GD              | De la Merauke à l’Île Thursday (Queensland)                                     |                                 |                                 |                   |                                                      |
| GF              | D’Adelaide à Fremantle (Australie occidentale)                                  |                                 |                                 |                   |                                                      |
| GI              | De la Nouvelle-Guinée aux Philippines                                           |                                 |                                 |                   |                                                      |
| GP              | De Sydney à Townsville, Queensland et Brisbane                                  |                                 |                                 |                   |                                                      |
| GT              | De Gladstone (Queensland) à Townsville, Queensland                              |                                 |                                 |                   |                                                      |
| IG              | Des Philippines à la Nouvelle-Guinée                                            |                                 |                                 |                   |                                                      |
| LQ              | De la Grande barrière de corail à Brisbane                                      |                                 |                                 |                   |                                                      |
| MB              | De Port Moresby à Fall River                                                    |                                 |                                 |                   |                                                      |
| MF              | De Port Moresby à Milne Bay, à Fall River                                       |                                 |                                 |                   |                                                      |
| MS              | De Melbourne à Singapour                                                        | Novembre 1941                   | Février 1942                    |                   |                                                      |
| MT              | Du Port Moresby à Townsville, Queensland                                        | 1942                            | 1942                            |                   |                                                      |
| MV              | De la Baie de Milne à Townsville, Queensland                                    |                                 |                                 |                   |                                                      |
| NA              | De Langemak Bay aux Îles de l'Amirauté                                          |                                 |                                 |                   |                                                      |
| NB              | De la Nouvelle-Guinée à la Nouvelle-Bretagne                                    |                                 |                                 |                   |                                                      |
| NE              | Nouvelle-Zélande au Canal de Panama                                             |                                 |                                 |                   |                                                      |
| NLY             | Du Golfe de Lingayen - Jayapura - Leyte                                         |                                 |                                 |                   |                                                      |
| NS              | De la Nouvelle-Calédonie à Sydney                                               |                                 |                                 |                   |                                                      |
| NT              | De la Nouvelle-Guinée à Townsville, Queensland                                  |                                 |                                 |                   |                                                      |
| OC              | De Melbourne à Newcastle (Australie-Nouvelle-Galles du Sud)                     |                                 |                                 |                   |                                                      |
| PG              | De Brisbane à Sydney                                                            |                                 |                                 |                   |                                                      |
| PQ              | De Townsville, Queensland à Port Moresby                                        | 1942                            | 1942                            |                   |                                                      |
| PT              | De Pearl Harbor à Tarawa                                                        |                                 |                                 |                   |                                                      |
| PV              | De Melbourne à Townsville (Queensland)                                          |                                 |                                 |                   |                                                      |
| QL              | De Brisbane à Townsville, Queensland                                            |                                 |                                 |                   |                                                      |
| SN              | De Sydney à la Nouvelle-Calédonie                                               |                                 |                                 |                   |                                                      |
| ST              | De Sydney à Townsville, Queensland                                              |                                 |                                 |                   |                                                      |
| SV              | De Sydney à Townsville, Queensland                                              |                                 |                                 |                   |                                                      |
| T               | De Hollandia à Manille.                                                         |                                 |                                 |                   |                                                      |
| TD              | De l’Île Thursday (Queensland) à Darwin.                                        |                                 |                                 |                   |                                                      |
| TD              | De la Nouvelle-Zélande au nord de l'Australie                                   |                                 |                                 |                   |                                                      |
| TN              | De Townsville, Queensland à la Nouvelle-Guinée                                  |                                 |                                 |                   |                                                      |
| TP              | De Tarawa à Pearl Harbor                                                        |                                 |                                 |                   |                                                      |
| TS              | De Townsville, Queensland à Sydney et Brisbane                                  |                                 |                                 |                   |                                                      |
| VB              | De Townsville, Queensland à Brisbane                                            |                                 |                                 |                   |                                                      |
| VK              | De Sydney à Wellington                                                          |                                 |                                 |                   |                                                      |
| VS              | De Townsville, Queensland à Sydney                                              |                                 |                                 |                   |                                                      |
| ZT              | Nouvelle-Zélande à Sydney                                                       |                                 |                                 |                   |                                                      |

## Convois d'invasion de la Normandie
| Préfixe de code | Convois d'invasion de la Normandie            | Première navigation | Dernier voyage     | Nombre de convois | Notes                                                      |
| --------------- | --------------------------------------------- | ------------------- | ------------------ | ----------------- | ---------------------------------------------------------- |
| ATM             | D’Anvers à la Tamise                          | fin 1944            | 1945               |                   |                                                            |
| BEC             | Du Canal de Bristol vers la France            | Juin 1944           | Octobre 1944       |                   |                                                            |
| COC             | De Plymouth à Bretagne                        | fin 1944            | début 1945         |                   |                                                            |
| EBC             | Du Canal de Bristol vers la France            | Juin 1944           | Octobre 1944       |                   |                                                            |
| EBM             | Du Canal de Bristol vers la France            | Juin 1944           | Juin 1944          | 1                 | Convoi de transport motorisé                               |
| CEM             | De Falmouth, Cornouailles vers la France      | Juin 1944           | début juillet 1944 |                   |                                                            |
| CEP             | Du Port de Portland et Solent à Baie de Seine | Juin 1944           | Octobre 1944       |                   | Convois personnels                                         |
| EMM             | De Belfast vers la France                     | Juin 1944           | Juillet 1944       | 2                 |                                                            |
| EMP             | De Belfast vers la France                     | Juillet 1944        | Juillet 1944       | 2                 |                                                            |
| MPE             | Du Port de Portland vers la France via Solent | Juillet 1944        | Septembre 1944     |                   | Convois de transport motorisé                              |
| PPE             | Du Port de Portland vers la France via Solent | Juillet 1944        | Septembre 1944     |                   | Convois personnels                                         |
| ETC             | La Tamise à la France                         | Juin 1944           | Octobre 1944       |                   |                                                            |
| ETM             | La Tamise à la France                         | Juin 1944           | Octobre 1944       | 88                | Convois de transport motorisé                              |
| CEE             | De Spithead à Normandie                       | Juin 1944           | Juin 1944          |                   |                                                            |
| LEF             | De l’Île de Wight vers la France              | Juin 1944           | Juin 1944          |                   | Principalement des navires et des péniches de débarquement |
| EWM             | De l’Île de Wight vers la France              | Septembre 1944      | Octobre 1944       |                   | Convois de transport motorisé                              |
| EWP             | De l’Île de Wight vers la France              |                     |                    |                   | Convois personnels                                         |
| EXP             |                                               | Juin 1944           | Octobre 1944       |                   | Convois d'invasion                                         |
| FBC             | De la Baie de Seine au Canal de Bristol       | Juin 1944           | Octobre 1944       |                   |                                                            |
| FC              | France vers l'ouest de l'Angleterre           | Juin 1944           | Juillet 1944       |                   |                                                            |
| FCP             | France vers l'ouest de l'Angleterre           | Juin 1944           | Juillet 1944       |                   | Convois personnels                                         |
| FPM             | France à Port de Portland                     |                     |                    |                   | Convois de transport motorisé                              |
| FPP             | France à Port de Portland                     | Juillet 1944        | Août 1944          |                   | Convois personnels                                         |
| FTC             | France à la Tamise                            | 1944                | 1944               |                   |                                                            |
| FTM             | France à la Tamise                            | 1944                | 1944               |                   | Convois de transport motorisé                              |
| FWC             | France à l’Île de Wight                       | Juin 1944           |                    |                   |                                                            |
| FWL             | France à l’Île de Wight                       | 1944                | 1944               |                   | Convois d'engins de débarquement                           |
| FWM             | France à l’Île de Wight                       | Juin 1944           | Juillet 1944       |                   | Convois de transport motorisé                              |
| FWP             | France à l’Île de Wight                       | Juin 1944           | Septembre 1944     |                   | Convois personnels                                         |
| FXP             | France vers les îles britanniques             | Juin 1944           | Octobre 1944       |                   |                                                            |
| LU              | De Humber à l'Elbe                            | Mai 1945            | Mai 1945           |                   |                                                            |
| MTC             | De la Baie de Seine à Southend-on-Sea         |                     |                    |                   | a remplacé la FTC                                          |
| MTM             | De la Baie de Seine à Southend-on-Sea         |                     |                    |                   | remplacé FTM                                               |
| NAP             | De Douvres à la France                        | décembre 1944       | décembre 1944      |                   |                                                            |
| NR              | Norvège à Methil                              | 1945                | 1945               |                   |                                                            |
| RN              | De Methil à la Norvège                        | Mai 1945            | Mai 1945           |                   |                                                            |
| TAC             | De la Tamise à Ostende                        | 1945                | 1945               |                   |                                                            |
| TACA            | La Tamise à Anvers                            |                     |                    |                   | remplacé par TAM                                           |
| TAM             | La Tamise à Anvers                            |                     |                    |                   | Remplace le TACA                                           |
| TAP             | La Tamise à la France                         | 1945                | 1945               |                   |                                                            |
| TMC             | La Tamise à la France                         | Juin 1944           | Octobre 1944       |                   |                                                            |
| TMM             | La Tamise à la France                         | Juin 1944           | Octobre 1944       |                   | Convois de transport motorisé                              |
| UL              | De l’Elbe à Humber                            | Mai 1945            | Mai 1945           |                   |                                                            |
| WAP             |                                               | Juin 1944           | Octobre 1944       |                   | Convois d'invasion                                         |
| WDC             |                                               | Septembre 1944      | décembre 1944      |                   | Convois d'invasion                                         |
| WEC             | De l’Île de Wight vers la France              | décembre 1944       | Mai 1945           |                   |                                                            |
| WEL             | De l’Île de Wight vers la France              | 1944                | 1945               |                   | Bateaux de débarquement                                    |
| WEP             | De l’Île de Wight à Cherbourg-Octeville       | décembre 1944       | décembre 1944      |                   |                                                            |
| WFM             |                                               | Octobre 1944        | Novembre 1944      |                   | Convois d'invasion                                         |
| WMP             | De l’Île de Wight à Arromanches-les-Bains.    | Novembre 1944       | décembre 1944      |                   |                                                            |
| WNC             | De l’Île de Wight au Havre                    | décembre 1944       | Mai 1945           |                   |                                                            |
| WNL             | De l’Île de Wight vers la France              | Avril 1945          | Mai 1945           |                   |                                                            |
| WVP             | De l’Île de Wight vers la France              | décembre 1944       | Mai 1945           |                   |                                                            |